# Livistona rigida
Livistona rigida är en enhjärtbladig växtart som beskrevs av Odoardo Beccari. Livistona rigida ingår i släktet Livistona och familjen Arecaceae. Inga underarter finns listade i Catalogue of Life.